# Heinz Zednik

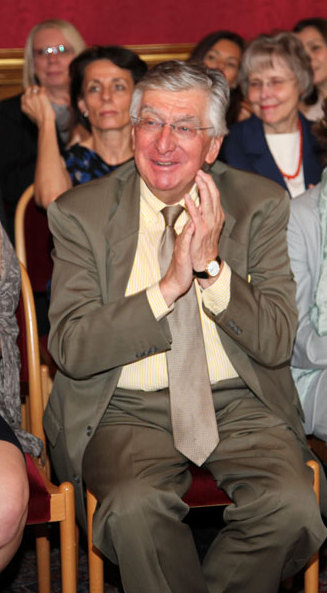
Heinz & Christl Zednik-9834

Heinz Zednik (21 de Fevereiro de 1940) é um tenor austríaco, intimamente associado com papéis de tenores de óperas de Wagner, como Mime e Loge de Der Ring des Nibelungen e David de Die Meistersinger von Nümberg.
Ele também é famoso por seus papéis: Valzacchi de Der Rosenkavalier, Monostatos de Die Zauberflöte, Pedrillo de Die Entführung aus dem Serail, Scribe de Khovanschchina e Diretor em Un Re In Ascolto.
Apareceu no Festival de Bayreuth na década de 1970 e foi o sucessor de Gerhard Stolze. Durante o período do festival ele cantou como Loge e Mime, na centenária produção do ciclo do anel de Richard Wagner, produzido por Parice Chéreaus.